# Gonioctena decemnotata
Espèce
Gonioctena decemnotata, le Phytodecte à 10 points ou la Chrysomèle Totoro est une espèce d'insectes de l'ordre des coléoptères de la famille des Chrysomelidae.

## Synonymie
- Chrysomela rufipes De Geer, 1775
- Gonioctena rufipes (De Geer, 1775)